# 大川西インターチェンジ
大川西インターチェンジ（おおかわにしインターチェンジ）は、福岡県大川市に設置が予定されている有明海沿岸道路（大川バイパス）のインターチェンジである。開通初期は一般道路（側道部分）のみの供用となる。将来はここから大野島を経て佐賀県へと延伸する予定である。

## 歴史
- 2008年（平成20年）：大牟田IC-大川西IC（一部区間を除く）の開通により供用開始予定。

## 道路
- 有明海沿岸道路

## 接続する道路

### 直接道路
- 福岡県道768号新田榎津線

### 間接道路
- 国道208号
- 福岡県道・佐賀県道18号大牟田川副線

## 周辺
- 古賀政男記念館
- 大川市役所

## 隣
有明海沿岸道路
柳川西IC - 大川東IC - 大川西IC - 大野島IC